# Бонапарт, Люсьен
Люсье́н Бонапа́рт (фр. Lucien Bonaparte, итал. Luciano Buonaparte; 21 мая 1775, Аяччо — 29 июня 1840, Витербо, Лацио) — первый принц Канино с 1814 года, французский министр внутренних дел (1799—1800), младший брат Наполеона Бонапарта.

## Биография

### Молодые годы
Третий сын Карло Буонапарте и Летиции Рамолино, младший брат Наполеона Бонапарта. С семи лет учился в Отёне во Франции со своим старшим братом Жозефом, впоследствии он был переведён в Бриен-ле-Шато, там встретился со вторым братом, Наполеоном. Люсьен не хотел поступать на военную службу, а решил посвятить себя духовной карьере и поступил в семинарию в Экс-ан-Прованс. Революция во Франции заставила его вернуться в Аяччо. В возрасте 15 лет он стал секретарём Паскаля Паоли. В 1793 году он покинул Паоли и, перейдя вместе с остальной семьёй на сторону Франции и Конвента, был изгнан с острова и обосновался в Провансе. Там он пользовался документами старшего брата Жозефа, которые делали его старше на семь лет. В 1794 году он женился на дочери трактирщика Кристине Буайе.

### Политика
Сильно скомпрометированный, как и его братья, после падения Робеспьера, в 1795 году Люсьен был арестован и посажен в тюрьму, где оставался шесть недель, и только благодаря Полю Баррасу Наполеону удалось его освободить. Вскоре он занял место военного комиссара в рейнской армии, а затем ту же должность на Корсике. Благодаря славе Наполеона ему удалось быть избранным в Совет пятисот от департамента Лиамоньи. Люсьен Бонапарт, возглавляя Совет пятисот, сыграл решающую роль в государственном перевороте 18 брюмера (9 ноября) 1799 года. В результате вся полнота власти была сосредоточена в руках Первого консула — Наполеона Бонапарта, получившего диктаторские полномочия в стране. Люсьен был назначен министром внутренних дел, в 1800—1801 годах находился на дипломатической службе.
Люсьен отличался неаккуратным ведением дел своего ведомства и сомнительной честностью, поэтому Наполеон освободил брата от его обязанностей и отправил в почётное изгнание, назначив посланником в Испанию. В Мадриде ему удалось снискать расположение Карла IV и добиться заключения Испанией союза с Францией, направленного против Португалии. В 1802 году после нескольких неудачных дипломатических шагов он вернулся в Париж и зажил богатым рантье.
После смерти жены в 1800 году, оставившей ему двух дочерей, он женился на Александрине Блешам, которая в 1803 году родила ему сына Карла Люсьена. Его женитьба вызвала неудовольствие Наполеона, заявившего, что он никогда не признает законным этот брак, после чего Люсьен уехал с женой в Рим, где жил, пользуясь расположением папы Пия VII. Тот уступил ему земли в Витербо около города Канино и провозгласил Люсьена князем Канино. Наполеон не раз предлагал Люсьену корону Этрурии при условии расторжения его брака, и после личного с ним свидания в Мантуе в декабре 1807 года, получив решительный отказ со стороны брата, запретил ему пребывание в Риме. В 1810 году Люсьен отправился в Соединённые Штаты, но на дороге был захвачен англичанами и препровожден на Мальту, оттуда в Плимут. Примирившись с Наполеоном, он всеми силами содействовал возвращению его с острова Эльбы. После Ста дней Люсьен вместе со всеми Бонапартами должен был покинуть Францию. Умер в ссылке в 1840 году.

## Сочинения
В свободное от занятий политикой время Люсьен Бонапарт занимался литературой и в 1799 году напечатал роман «La Tribu indienne, ou Edouard et Stellina» (Индейское племя, или Эдуард и Стеллина). В 1834 году издал в свет одно за другим два сочинения, получившие широкое распространение: «La Verité sur les Cent-Jours» (Правда Ста Дней) (Париж, 1835), «Mémoires de Lucien Bonaparte, prince de Canino, écrits par lui-même» (Мемуары Люсьена Бонапарта, написанные им самим) (Париж, 1836). В последних он описывает историю своих юношеских годов. Также он писал поэмы: «Charlemagne ou l'Église sauvée», (Шарлемань или спасённая церковь), поэма из 26 частей (Париж, 1815); «La Cyrnéïde ou la Corse sauvée» (Сирнеида или спасённая Корсика), (Париж, 1819).

## Семья и дети
Первый брак, с 1794 с Кристиной Буайе (1773—1801) — четверо детей:
1. Шарлотта (1795—1865); дважды замужем: (с 1815 года) за доном Марио, принцем Габриелли и (с 1842 года) кавалером Сеттимио Сентамори
2. сын (родился и умер 13 марта 1796 года)
3. Виктори Гертруда (1797—1797)
4. Кристина Египта (1798—1847); дважды замужем: (в 1818—24 годах) за шведским графом Арведом Поссе и (с 1824 года) за лордом Дадли Кауттс-Стюартом (потомком шотландского короля Роберта II).

Второй брак, с 23 октября 1803 с Александриной де Блешам (1778—1855) — десять детей:
1. Шарль Люсьен (1803—1857), князь Канино, выдающийся зоолог; в 1822 году женился на Зенаиде, дочери Жозефа Бонапарта
2. Летиция (1804—1871); муж (с 1821 года) — сэр Томас Вайз
3. Жозеф (1806—1807)
4. Жанна (1807—1829); муж (с 1825 года) — Онорато, маркиз Онорати
5. Поль (1809—1827)
6. Луи Люсьен (1813—1891), лингвист, специалист по баскскому языку; жёны: (в 1832—50 годах) Мария-Анна Чекки и (с 1891 года) Клеменс Ричард
7. Пьер Наполеон (1815—1881); жена — дочь рабочего Юстин Элеонор Рюффен
8. Антуан[фр.] (1816—1877)[6]; жена (с 1839 года) — Каролина Мария Анна Кардинали
9. Мария Александрина (1818—1874); муж (с 1836 года) — Винченцо, граф Валентини ди Лавиано
10. Констанция (1823—1876), настоятельница монастыря Святого Сердца в Риме.

## Образ в кино
- «Наполеон» (немой, Франция, 1927) — актёр Сильвио Гавиккиа
- «Сто дней[англ.]» (Германия, Италия, 1935) — актёр Фриц Геншов[нем.]
- «Дезире: любовь императора Франции[англ.]» (США, 1954) — актёр Ричард ван Климпут
- «Наполеон: путь к вершине» (Франция, Италия, 1955). В роли Люсьена Бонапарта — актёр Серж Реджани
- «Битва при Аустерлице» (Франция, Италия, Югославия, 1960). В роли Люсьена Бонапарта — актёр Россано Брацци

## Документальные фильмы
- 2011 — Люсьен Бонапарт / Lucien Bonaparte, le frère rebelle (реж. Доминик Ланзалави / Dominique Lanzalavi)